# 国际内部审计师协会
国际内部审计师协会（英語：Institute of Internal Auditors）是一个倡导、提供教育会议，并为内部审计行业制定标准、指导和认证的组织。

## 资质
国际注册内部审计师（英語：Certified Internal Auditor）是由IIA提供的主要专业认证。CIA认证是全球公认的内部审计师认证，是个人证明其在内部审计领域能力和专业水平的标准。为了成为一名注册内部审计师，候选人必须拥有一个经认可机构的四年制学位，并通过CIA考试的所有三个部分。